# アイチコーポレーション
株式会社アイチコーポレーション（英: AICHI CORPORATION）は、埼玉県上尾市にある大手機械メーカーである。東京証券取引所プライム市場上場。

## 概要
1962年（昭和37年）創業。高所作業車などの特装車で高いシェアを誇る。旧社名は愛知車輌株式会社。

## 沿革
- 1962年（昭和37年）2月 - 名古屋市瑞穂区に愛知車輌株式会社設立。
- 1973年（昭和48年）1月 - 本店を同市昭和区に移転。
- 1975年（昭和50年）10月 - 本店を同市中区に移転。
- 1981年（昭和56年）1月 - 名古屋証券取引所2部に上場[1]。
- 1987年（昭和62年）4月 - 東京証券取引所2部に上場。
- 1988年（昭和63年）11月 - 東証・名証各1部に指定替え。
- 1990年（平成2年）6月 - 株式会社アステックを設立。
- 1992年（平成4年）4月 - 現社名に変更。
- 2002年（平成14年）
  - 4月 - 豊田自動織機と業務・資本提携契約締結。
  - 5月 - 豊田自動織機に第三者割当増資を実施、関連会社になる。
- 2003年（平成15年）5月 - 豊田自動織機の子会社になる。
- 2004年（平成16年）
  - 5月 - 株式会社アステックを吸収合併。
  - 10月 - 本店を埼玉県上尾市に移転。
- 2010年（平成22年）
  - 4月 - 愛知車輌工業株式会社を吸収合併。
  - 10月 - 株式会社レンテックを吸収合併。
- 2019年（令和元年）6月 - 株式会社アイチ研修センターを吸収合併。

## 関連会社
- 海外
  - 杭州愛知工程車輌有限公司
  - 浙江愛知工程机械有限公司
  - AICHI AUS PTY LTD
  - AICHI NZ LIMITED